# 王子奇
王子奇（1996年2月25日—），中国大陆男演员。

## 生平
王子奇高中就读于长兴县太湖高级中学，喜欢参加文体活动，在学校的大合唱比赛中表现也特别突出。
2017年于《幸福，近在咫尺》飾演男主角方牧野，正式出道。
2018年10月17日，出演赵锦焘、张进庆执导的古装奇幻剧《九州·天空城II》，在剧中饰演云沐阳。該劇於2020年播出。
2020年，主演都市爱情剧《只是结婚的关系》。
2021年4月29日，主演網路剧《御赐小仵作》播出，該劇獲得良好口碑，其所饰演的男主角萧瑾瑜，亦获得广泛好评。同年毕业于北京电影学院表演系。
2023年主演都市爱情剧《你給我的喜歡》热播，王子奇饰演辛旗变身“爸总”, 与王玉雯再次合作, 组成'一旗一慧'破镜重圆。
2023年6月10日，出席2023微博电影之夜 （页面存档备份，存于）盛典

## 影視作品

### 電視劇/網絡劇
| 上映年份 | 劇名               | 角色        | 性質     |
| 2018年   | 《幸福，近在咫尺》 | 方牧野      | 網絡劇   |
| 2020年   | 《九州·天空城II》  | 雲沐陽      | 網路劇   |
| 2021年   | 《御賜小仵作》     | 萧瑾瑜      | 網絡劇   |
| 2021年   | 《只是结婚的关系》 | 尹司宸      | 網絡劇   |
| 2023年   | 《你給我的喜歡》   | 辛旗        | 網絡劇   |
| 2023年   | 《玉骨遙》         | 青罡        | 網絡劇   |
| 2023年   | 《冰雪尖刀连》     | 伍萬里      |          |
| 2023年   | 《他从火光中走来》 | 樓明冶      |          |
| 2023年   | 《黑白密码》       | 楚一寒      | 網絡劇   |
| 2024年   | 《猜猜我是誰》     | 秦皓/季承川 | 網路劇   |
| 2024年   | 《雪迷宮》         | 顧一燃      | 網路劇   |
| 2025年   | 《烬之上》         | 廖思遠      | 網路劇   |
| 2025年   | 《想去你的2025》   | 何平        | 網路短片 |
| 2025年   | 《榜上佳婿》       | 陸徜        |          |
| 待播     | 《白羽流星》       | 周天羽      | 網絡劇   |
| 待播     | 《御賜小仵作2》    | 萧瑾瑜      | 網絡劇   |
| 待播     | 《罚罪之英雄简史》 | 胡小跃      | 網絡劇   |
| 待播     | 《生逢其时》       | 曹信        |          |
| 待播     | 《花好》           |             |          |

### 舞台剧
| 年份   | 劇名     | 角色   | 备注                                       |
| 2023年 | 蓟州疑云 | 施巡尉 | 中国国家话剧院剧场，2023年9月20日—24日演出 |

### 綜藝節目
| 播出年份 | 電視台   | 節目名稱                    |
| 2018年   | 安徽衛視 | 《遠遊48小時》              |
| 2021年   | 愛奇藝   | 《萌探探探案第一季》        |
| 2023年   | 江蘇衛視 | 《非來不可》                |
| 2024年   | WeTV     | 《創造營亞洲》              |
| 2024年   | 腾讯视频 | 《五十公里桃花坞 (第四季)》 |
| 2025年   | 腾讯视频 | 《五十公里桃花坞 (第五季)》 |

## 外部連結
- 王子奇的新浪微博
- 王子奇在豆瓣上的资料（简体中文）